# Порецков, Александр Иванович
Александр Иванович Порецков (1906—1962) — советский архитектор.

## Биография
Александр Иванович Порецков родился 26 октября 1906 года в Саратовской губернии. Окончил Ленинградский инженерно-строительный институт. Позже переехал жить и работать во Владивосток.

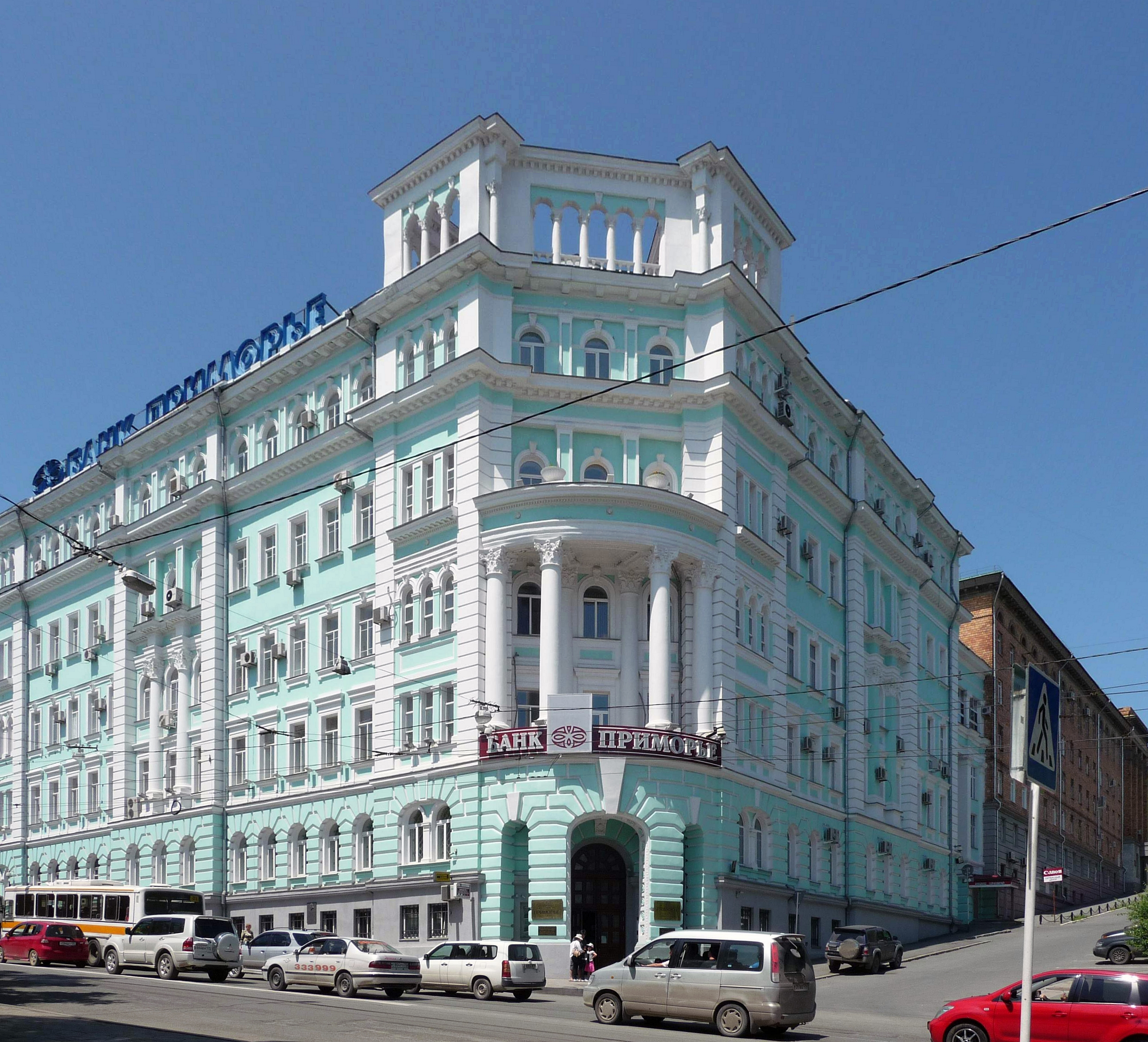
Банк «Приморье» (бывшее здание штаба Сибирской флотилии)

По его проектам построены несколько зданий во Владивостоке, ставших памятниками архитектуры. Среди них: ансамбль зданий «Серая лошадь», Приморский ТЮЗ, надстройка бывшего Морского штаба (ныне банк «Приморье», объект культурного наследия Российской Федерации (код 2510052000)), Представительство МИД России в г. Владивостоке, Здание художественного училища (на нём установлена мемориальная доска в память о А. И. Порецкове).
С 1944 по 1952 год Александр Иванович возглавлял отдел по делам Архитектуры при Приморском краевом исполнительном комитете.
Умер в 1962 году во Владивостоке.